# Ghiacciaio Allison
Il ghiacciaio Allison è un ghiacciaio lungo circa 17 km situato nella regione centro-occidentale della Dipendenza di Ross, nell'Antartide orientale. Il ghiacciaio, il cui punto più alto si trova a circa 2200 m s.l.m., si trova nell'entroterra della costa di Scott e ha origine dal versante occidentale della dorsale Royal Society, da cui fluisce verso ovest, partendo dal versante sud-occidentale del monte Huggins, per poi virare verso sud-ovest e andare a unire il proprio flusso a quello del ghiacciaio Skelton. Prima di questo congiungimento, lo sperone Abbott separa il flusso del ghiacciaio Allison da quello del ghiacciaio Rutgers.

## Storia
Il ghiacciaio Allison è stato così chiamato nel 1963 dal Comitato consultivo dei nomi antartici (in inglese Advisory Committee on Antarctic Names), in onore del tenente comandante John K. Allison, della marina militare degli Stati Uniti d'America, ufficiale in comando del distaccamento invernale dello Squadrone di sviluppo aereo Sei (VX-6) (in inglese U.S. Navy Air Development Squadron Six), di stanza alla Stazione McMurdo nel 1959.